# Tash Sultana
Tash Sultana (Melbourne, 15 de junho de 1995) é multi-instrumentista, de nacionalidade australiana, que realiza canto e composição musicais, tendo descrição frequente de "banda de uma pessoa só".

## Biografia
Tendo ascendência australiana com ancestralidade metade maltesa, Sultana nasceu e cresceu em Melbourne, e ganhou uma guitarra de seu avô quando tinha três anos. Tash toca 20 instrumentos incluindo a guitarra, baixo, violão, piano, percussão, bateria, saxofone, flauta pã, flauta transversal e trompete.
Tash conta que por ter vício em drogas, acabou desenvolvendo uma psicose induzida por drogas aos 17 anos de idade, após comer uma pizza com "cogumelos mágicos", da qual só conseguiu sair depois de 9 meses. Tash descreve esse período como tendo sido muito depressivo, onde "eu não sabia distinguir se estava vivente, ou vivendo uma mentira/um sonho ou se estava inerte" e precisou passar por vários meses de terapia para se recuperar. Tash conta também que ficou por todo esse período sem conseguir tocar e que foi após se recuperar da crise, que voltou a tocar: "toquei em todos os lugares, todo o tempo, até espantar a dor", relata em uma entrevista para o The Feed. Ao perguntarem sobre como a música cura, Tash respondeu: "Porque assim que eu toco, naquela primeira dedilhada, eu completamente zoneio no que eu estou fazendo e não tenho foco nenhum em nada mais que está acontecendo ao meu redor. Eu amo o fato de que muitas pessoas vêm apreciar o que eu estou fazendo porque esse é o melhor sentimento do mundo. Mas eu não tenho nervosismo, eu não subo no palco e fico tipo 'wow, há tantos de vocês!'. Eu obviamente consigo ver que há uma multidão de pessoas mas porque... quando eu estou tocando eu vou dentro de mim".
Sultana é pessoa não-binária e utiliza o pronome they singular. Tash possui um irmão e uma irmã e descreve sua infância como tendo sido muito "danadinha" e desobediente, e que seu comportamento de "espírito livre" fez seus pais desistirem de ter mais filhos.
Tash não se rotula como uma pessoa que faz campanhas em prol da comunidade LGBTQI+, mas gosta de deixar claro que apoia a comunidade e quem em seus shows "não importa seu partido político, sua religião, seu gênero ou sua orientação sexual, é tudo pela música".
Sultana encarregou-se de chefiar a embaixada de saúde mental na organização australiana BeyondBlue, que fornece informações e suporte em saúde mental. Sobre esse marco Tash comenta: "eu acho que é muito importante ter uma jornada e falar sobre seu processo de cura, pois as pessoas estão procurando por respostas, e se você tiver alguma, você então deve compartilhar esse conhecimento". "Você possui apenas uma coisa em sua mente e isso é sua mente; uma vez que ela se vai, a sua realidade inteira fica distorcida".

## Carreira
Incapaz de conseguir um trabalho, Sultana começou a performar nas ruas de Melbourne para ganhar dinheiro. De 2008 a 2012, Tash foi vocalista da banda Mindpilot com Patrick O'Brien, Emily Daye e David Herbert. A banda ganhou várias competições Battles of the Bands em Melbourne. A banda se separou em 2012.
Em 2016, Sultana compartilhou um vídeo em suas redes sociais, que ganhou um milhão de visualizações em cinco dias. No mesmo ano, ela ganhou o J Award for Unearthed Artist of the Year e teve duas músicas votadas no Triple J Hottest 100 de 2016 - "Jungle" e "Notion". Ambas são músicas do EP Notion. Tash performou no Woodford Folk Festival Southbound, e St Jerome's Laneway Festival. Sultana é gerenciada por Lemon Tree Music, com quem assinou contrato em Junho de 2016.